# Viktoria Georgieva
Viktoria Georgieva (Bulgaars: Виктория Георгиева) (Varna, 21 september 1997) is een Bulgaars zangeres.

## Biografie
Georgieva raakte bekend in eigen land door in 2015 deel te nemen aan de Bulgaarse versie van X-Factor. Ze ging eruit in week negen. Een jaar later bracht ze haar eerste single uit genaamd I wanna know. Eind 2019 werd ze intern geselecteerd om haar vaderland te vertegenwoordigen op het Eurovisiesongfestival 2020, waar het nummer Tears getting sober zou brengen. Het festival werd evenwel afgelast. Na het annuleren van het Eurovisiesongfestival had Victoria nog een single uitgebracht genaamd, Alright. Hierna besloot de Bulgaarse openbare omroep om haar te selecteren voor deelname aan het Eurovisiesongfestival 2021. Daar trad ze als "VICTORIA" aan met Growing up is getting old. Ze haalde de finale en daarin de 11de plaats.
2005: Kaffe · 
2006: Mariana Popova · 
2007: Elitsa Todorova & Stojan Jankoelov · 
2008: Deep Zone & Balthazar · 
2009: Krassimir Avramov · 
2010: Miro · 
2011: Poli Genova · 
2012: Sofi Marinova · 
2013: Elitsa Todorova & Stojan Jankoelov · 
2016: Poli Genova · 
2017: Kristian Kostov · 
2018: Equinox · 
2021: Victoria · 
2022: Intelligent Music Project